# Sugestionabilidade
Sugestionabilidade é uma qualidade psicológica que define a disposição de alguém para receber uma ideia e ser por ela influenciado, de forma a agir e/ou pensar conforme a ideia recebida.
Uma pessoa é considerada sugestionável se aceitar agir conforme sugestões de outras pessoas.
A pessoa que experimenta emoções intensas tende a ser mais receptiva às ideias e consequentemente mais sugestionável. As crianças mais novas são geralmente mais sugestionáveis que crianças mais velhas, e estas, por sua vez, geralmente são mais sugestionáveis que os adultos.
Entretanto, os psicólogos descobriram que os níveis individuais de auto-estima, de assertividade, e de outras qualidades psicológicas podem tornar algumas pessoas mais sugestionáveis que outras - isto é, algumas pessoas podem agir sugestionadamente por muito mais tempo do que outras. Esta descoberta resultou na ideia preliminar de que  existe um espectro de sugestionabilidade onde os indivíduos poderiam ser enquadrados o quanto seu grau de sugestionabilidade.

## Sugestionabilidade e hipnose
O quanto um sujeito pode ou não pode ser sugestionável tem significantes ramificações na pesquisa científica da hipnose e seus fenômenos associados, bem como na eficácia da aplicação da hipnoterapia. É também significativo que em muitas aplicações da hipnose, os termos técnicos "sugestionável" e "suscetível à sugestão" podem ser considerados equivalentes, da mesma forma que os equivalentes termos em inglês "suggestible" e "susceptible" também o são.

## Teste de Sugestionabilidade
De acordo com Wagstaff (1991), as tentativas de isolar um traço global de "sugestionabilidade" não foram bem sucedidas, devido a uma inabilidade dos procedimentos de testes disponíveis em distinguir diferenças mensuráveis entre os vários tipos distintos de "sugestionabilidades" apresentados abaixo:
- 1. O tipo que afeta um sujeito através de uma comunicação ou por uma expectativa tais que determinadas respostas sejam manifestamente determinadas, ou subjetivamente experimentado como sem vontade própria, como no automatismo.
- 2. O que usa deliberadamente a imaginação do sujeito ou emprega certas estratégias para causar certos efeitos (mesmo que interpretados, eventualmente, como involuntários) em resposta a uma comunicação ou a uma expectativa.
- 3. O tipo de sugestionabilidade que faz um sujeito aceitar conscientemente, mas sem crítica, o que uma pessoa diz, e para fazer acreditar ou aceitar confidencialmente o que é dito.
- 4. O que faz com que o sujeito conforme-se a determinadas expectativas ou pontos de vista de outras pessoas, sem uma apropriada aceitação ou experiência pessoal; isto é, que o sujeito apresente uma conformidade comportamental sem aceitação ou opinião próprias.

A maioria dos pesquisadores concorda com o ponto de vista de Wagstaff quando acreditam que uma verdadeira resposta à sugestão hipnótica não é  uma resposta causada em nenhum momento pela vontade do sujeito sugestionado, mas é preferencialmente uma verdadeira resposta involuntária. Assim, somente a categoria (1) de sugestionabilidade  encorparia realmente o verdadeiro domínio da sugestionabilidade hipnótica.